# Han van Meegeren

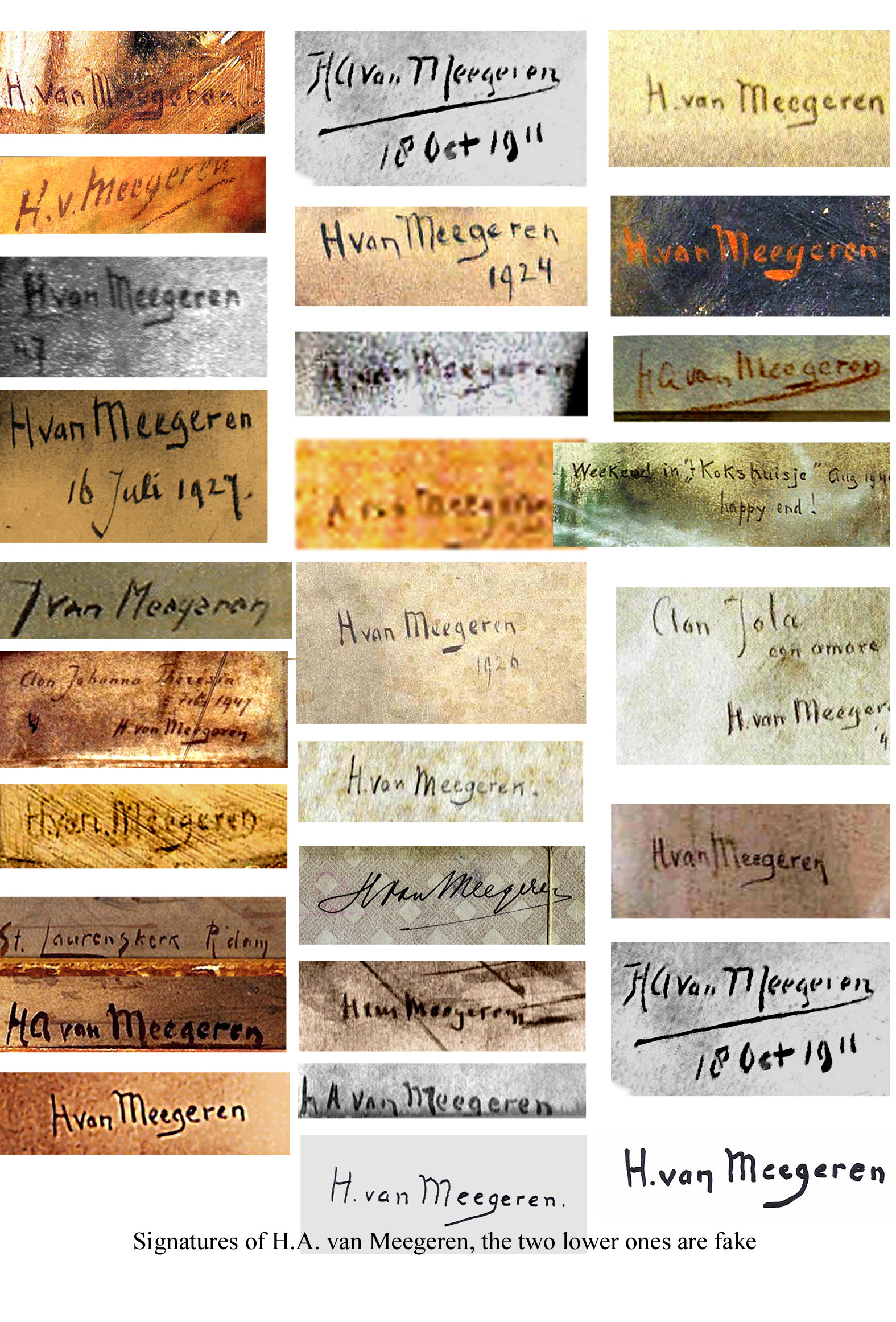
Äkta och falska signaturer av Van Meegeren.

Henricus Antonius (Han) van Meegeren, född 10 oktober 1889 i Deventer, död 30 december 1947 i Amsterdam, var en nederländsk konstnär. Han betraktas som en av 1900-talets skickligaste konstförfalskare.

## Biografi
Fadern var troende katolik och mycket auktoritär och styrde sin familj med järnhand. Van Meegeren utvecklade tidigt konstnärsdrömmar, men barnens framtid stakades ut utan att de tillfrågades.
En av van Meegerens kamrater var son till en konstnär, Bartus Korteling (1853–1930). Denne var mycket kunnig och en stor beundrare av de gamla 1600-talsmästarna. Av honom lärde han sig mycket om måleri och om de gamla mästarnas tekniker.
Vid 18 års ålder skickades han av sin far till Delft för arkitektstudier. Han visade då en intelligens långt utöver det vanliga, men också en stor förslagenhet. Vid ett prov i stillebenmålning avbildade han även de bakom motivet sittande lärarna. Till stor förtjusning och högt betyg.
En stor teckningstävling utlystes på arkitektskolan, och van Meegeren vann första pris med en kyrkointeriör i typisk 1600-talsstil. Detta fick honom att avbryta sina arkitektstudier för att i stället satsa på konstnärsbanan.
1912 gifte sig van Meegeren med Anna de Voogt, en malaysisk kvinna från Sumatra med kungliga anor. De fick två barn, vilket ökade trycket på van Meegeren att försörja sin familj, även på mer obetydliga arbeten. Hustrun lyckades dock med sina goda kontakter att ordna en stor utställning för honom. Till utställningen kom en konstkritiker medförande sin hustru, aktrisen Jo Oerlemans som van Meegeren började umgås allt mer tills han slutligen 1923 skilde sig från Anna de Voogt och gifte sig med Jo Oerlemans.

## Förfalskningar
1921 mötte van Meegeren den 15 år äldre konsthandlaren och restauratören Theo van Wijngarden. Van Wijngarden var en stor konstkännare och dessutom mycket insatt i allt som rörde konstförfalskning. Tillsammans började de småningom göra resor till London, officiellt för att köpa upp äldre konst men inofficiellt för att avyttra allt mer raffinerade förfalskningar. De var även högst aktiva i Haag, som under 1920-talet blivit ett eldorado för konstförfalskare.
I april 1923 dök en fin målning av Frans Hals upp på den nederländska marknaden, ”Den skrattande kavaljeren”. Målningen kom från England och deklarerades som äkta. Men auktionsfirman som fått hand om målningen lät analysera den. Då fann man spår av syntetiskt ultramarin, koboltblått och zinkvitt, färger som kommit på marknaden först långt efter Frans Hals död. Dessutom var fästspikarna för pannån av alltför modern typ. Även ett par andra likartade verk dök upp vid samma tid. I dag ses de som tidiga förfalskningar av van Meegeren.
Pengar började strömma in från dessa affärer. Van Meegeren blev tidigt en av få privilegierade bilägare i Nederländerna. Paret hyrde en luxuös villa i Roquebrune-Cap-Martin på franska rivieran där de höll slösande fester. De besökte Olympiska spelen i Berlin 1936.
Hela tiden försökte van Meegeren vinna gehör för sitt eget måleri. Han var energiskt aktiv i konstnärssammanslutningar, men karriären gick trögt. Trots att detta ägde rum på 1900-talet lyste modernismen helt med sin frånvaro i van Meegerens måleri.
Kritikerna, som mer börjat intressera sig för den framväxande kubismen och surrealismen, anklagade honom för att leva i det förgångna och fantasilöst imitera de gamla mästarna. Van Meegeren svarade med häftiga motangrepp i tidskriftsartiklar, vilket ledde till att han förlorade all sympati bland kritikerna.

## Förfalskningarna förfinas
Trots stora inkomster från sina förfalskningar hade han nu så dyra vanor att pengarna inte längre förslog. I det läget bestämde sig van Meegeren för att göra den ultimata satsningen som förfalskare. Han ägnade sex år åt minutiösa förberedelser, och nu gick han verkligen till botten med uppgiften. Han lärde sig behärska en rad tekniker:
1. Hitta en 1600-talsduk med den rätta krackelyren, spricknätet, och slipa bort målningen utan att förstöra det.
2. Själv framställa sina färger som man gjort på 1600-talet i stället för att köpa färdiga tubfärger. Det hade redan Bartus Korteling lärt honom.
3. Hitta ett sätt att göra målningens färger olösliga för alkohol så som de var på gamla målningar, en process som normalt tar över hundra år. Svaret blev utblandning med fenolformaldehyd (grundmaterial till bakelit, en av de första plasterna) och speciell olja. Han värmde sedan målningarna i en ugn vid 100–120 grader. Men innan detta var utprovat hade hans ändlösa kemiska experimenterande lett till både astma och hudproblem.
4. Få dukens spricknät att penetrera den nya övermålningen. Uppvärmningen gjorde en del av arbetet, resten åstadkom han genom att tänja duken så att sprickorna bröt igenom.
5. Imitera den smuts som genom århundradena samlats i sprickorna på en gammal målning. Lösningen blev att stryka över duken med svart bläck och sedan tvätta av det igen så det bara blev kvar i sprickorna.

Van Meegeren inriktade sig på holländaren Johannes Vermeer som efter att tidigare ha varit tämligen okänd under det tidiga 1900-talet blivit en storhet i paritet med Rembrandt. Eftersom endast ett trettiotal Vermeermålningar dittills hittats betingade de oerhört höga priser. Men dessa få verk var studerade in i minsta penseldrag av tidens främsta experter. Att smyga in en förfalskning bland dem skulle vara oerhört krävande och riskabelt. Van Meegeren försökte först men underkände själv resultaten, de förblev stående i hans ateljé.
Van Meegeren fann en genial lösning på problemet. De få kända Vermeerverken var mycket enhetliga, oftast med en eller två personer i en interiör, och föreföll alla tillkomna under mästarens mogna år.
Ett av få undantag var ”Kristus i Martas och Marias hus” som var ett ungdomsverk. Den var betydligt större och hade alltså ett bibliskt motiv. Mycket hade spekulerats om frånvaron i övrigt av flera ungdomsverk, och över hur sådana kunde ha sett ut. Van Meegeren beslöt att ”återskapa” Vermeers ungdomsmåleri. Då skulle han vara mer fri i motivval och en något lägre konstnärlig nivå skulle te sig helt naturlig.
Uppfostrad i ett strängt katolskt hem kunde van Meegeren sin bibel och visste att ur den välja ett lämpligt motiv: Kristus i Emmaus när han efter uppståndelsen möter två av lärjungarna. Och han var medveten om att nestorn bland Vermeerexperter, Abraham Bredius, ansåg att Vermeer måste ha studerat i Italien i sin ungdom. Därför valde Van Meegeren en målning av italienaren Caravaggio med samma motiv som förebild för sin förfalskning utan att därför kopiera den.
Van Meegerens förfalskning rymde allt det en samtida expert förväntade sig finna hos en ”tidig Vermeer”: Den rätta stilen och det rätta italienskinfluerade motivet. En perfekt 1600-talspatina. De rätta accessoarerna, de så typiska bröden med sin pointillism, krukan som återkommer på flera äkta Vermeermålningar.
Glasen på bordet är en ironi, sentida glasexperter har upptäckt att de inte är från 1600-tal utan 1800-talskopior. Mästerförfalskaren hade köpt dem i Paris och hade själv råkat ut för en förfalskare! Men det såg inte samtiden.
”Jesus i Emmaus” fullbordades 1937, i slutskedet gjorde van Meegeren till och med avsiktligt ett par skador på duken och reparerade dem så som det brukade se ut på gamla målningar. Därpå smögs målningen listigt ut på marknaden. Van Meegeren inbillade en vän, politikern och juristen Gerard Boon, att en italiensk familj på obestånd i djupaste hemlighet måste sälja sin släktklenod. Boon tog förfalskningen till Abraham Bredius som blev fullständigt duperad, höjde målningen till skyarna och garanterade dess äkthet. Målningen såldes för svindlande 520 000 floriner (vilket motsvarar över 150 miljoner svenska kronor i dag[när?]) till Museum Boijmans Van Beuningen efter en bitter strid med Rijksmuseum som också ville ha denna ”klenod”.
När Nederländernas drottning Vilhelmina lite senare firade jubileum visades ”Jesus i Emmaus” som dyrgripen på en prestigefylld utställning med gamla konstskatter i Amsterdam.
Nu hade van Meegeren fått blodad tand, flera ”gamla mästerverk” växte fram under nätterna i den väl dolda ateljén i hans sydfranska villa. Och pengarna strömmade in, i sådana mängder att han kände sig tvungen ljuga om en stor lotterivinst som förklaring. Paret köpte en stor ny villa i Nice och festerna där nådde sådana höjder av vräkighet att de för månader blev samtalsämnet i trakten. De samlade på sig drivor av juveler och dyrbarheter, var oerhört generösa mot släkt och vänner och tillät sig allt som föll dem in, men visste ändå inte vad de skulle göra med alla pengar.
1939 bröt andra världskriget ut. När Frankrike blev indraget återvände paret van Meegeren till Nederländerna och slog sig ner i den välkända konstnärsorten Laren. I maj 1940 ockuperades även Nederländerna och fick nazistisk regim. Men van Meegeren anpassade sig snabbt och snart var den hemliga verksamheten i full gång igen. En ”Pieter de Hoogh” såldes för 220 000 floriner (motsvarar 60–70 miljoner svenska kronor i dag[när?]), officiellt hade ”Den italienska familjen” tvingats sälja av ännu en ”dyrgrip”. De flesta förfalskare brukade vara i händerna på mellanhänder och få ganska lite själva. Men van Meegeren som var slug tog hand om huvudparten av förtjänsten och var snabbt åter en rik man trots han nyss fått lämna kvar det mesta av sina tillgångar i den franska villan. Paret köpte mängder av juveler och smycken, köpte hus i Amsterdam, småningom hela gator, och började själva samla på gammal konst.

## Slutet på förfalskningarna
Van Meegerens hunger efter erkännande för sitt måleri i eget namn fick honom att i hög grad fraternisera med fienden. Han blev bland annat medlem av den hatade naziststyrda ”Kultuurkamer” och skaffade sig resehandlingar för att ställa ut i Tyskland, till och med så sent som 1944. Dock inte i de största städerna, de var sannolikt alltför sönderbombade.
Ockupationstiden i Nederländerna var turbulent och idealisk för diverse skumraskaffärer. ”Harbor Barons” inom skeppsfarten hade före kriget samlat enorma förmögenheter. Eftersom papper och pengar var alltför osäkra i krigstid investerade de nu i stället sina tillgångar i bland annat konst. I Tyskland fanns ett stort intresse för 1600-talsmåleri, Hitlers och Görings samlande höjde priserna ytterligare.
Van Meegeren var smart nog att även inse risker, så han hade noga inpräntat i sina kontakter att inga affärer fick göras med Tyskland. Men av misstag sålde en mellanhand ”Kristus och äktenskapsbryterskan” till självaste Hermann Göring för ofattbara 1,65 miljoner dåvarande floriner, runt 100 miljoner svenska kronor i dag[när?].
Nu blev van Meegeren rädd. Kom det fram att han lurat Göring skulle han säkerligen bli gripen och torterad till döds eller hamna i något utrotningsläger. Det blev tvärt slut på förfalskarverksamheten, och i stället övergick han till att så mycket som möjligt sopa undan spåren efter den.
1943 var tyskarna på reträtt och stämningen mot van Meegeren i Laren började bli alltmer hätsk. Paret flyttade därför in till huvudstadens större anonymitet.
Efter krigsslutet 1945 började särskilda militära enheter utreda oegentligheter med konstskatter under ockupationen. En utredningsgrupp upptäckte papper rörande den ”nationalklenod”, ”Vermeermålningen” som sålts till Göring, och spåren bakåt ledde till Han van Meegeren. Ungefär samtidigt hittades även själva målningen av en annan sökgrupp i Emmy Görings österrikiska hem.

## Van Meegeren arresterades
Den 29 maj arresterades van Meegeren. Efter ett antal dagar i sin cell begärde Meegeren att få tala med utredarna och berättade att Görings målning var en förfalskning som han själv hade målat. Han berättade också hur de skulle kunna se att det var falsk, beskrev bland annat vad de skulle finna om de röntgenfotograferade målningen.
Nyheten om ”den lille grå mannen” som lurat Göring och hela konstetablissemanget slog ner som en bomb. Hela världspressen var samlad för att se vem han var och för att följa den kommande rättegången. Van Meegeren var plötsligt nationalhjälte. Egentligen räckte säkert redan bevisen mot honom, ändå blev det bestämt att han skulle ”bevisa sin skuld” genom att offentligt måla ännu en förfalskning. Så tillkom ”Den unge Kristus i templet”.
Rättegången mot van Meegeren blev spektakulär. Van Meegeren drog ner skrattsalvor med sarkastiska kommentarer och slagfärdiga repliker. En köpare höll trots alla bevis för motsatsen envist fast vid att hans dyrt inköpta Meegeren var en äkta Vermeer, ville inte se den förlora i värde. Från andra håll ställdes enorma återbetalningskrav på van Meegeren, långt utöver vad han tjänat, och ovanpå det krävde skattemyndigheterna sitt. Rättegången slutade med att han förklarades bankrutt.
Före detta hustrun Jo Oerlemans ansågs oskyldig och fick behålla sin andel av deras förmögenhet. 
Dock knäcktes van Meegeren av rättegången och avled i hjärtinfarkt den 30 december 1947, just när han skulle börja avtjäna sitt korta fängelsestraff. Han är begravd i Diepenveen utanför Deventer.